# مدرسة وظيفية (علم النفس)
1890 - 1930 ترى هذه المدرسة بأن على علم النفس أن يدرس وظيفة الشعور وليس تركيبته.
مؤسس هذه المدرسة هو الفيلسوف الأمريكي وليم جيمس(1842-1910) كان عالما باهرا بدأ في دراسة الطب ولكن اصابته بالمرض دفعته إلى تحويل اهتمامه إلى علم النفس،و قد تأثرت أفكار جيمس بأفكار داروين ونظريته في الاختيار والانتقاء الطبيعي.
و ترى نظرية داروين أن نوع الكائن الحي واستمرارية حياته تأتي عن طريق عملية الاختيار عبر الزمن، وحاول جيمس أن يطبق نظرية داروين على الإنسان حيث لاحظ أن الوعي أو الشعور هو من أهم الصفات التي تميز الإنسان وهكذا استنتج أن موضوع علم النفس هو دراسة وظيفة الشعور وليس تركيبته، كما أنتقد جيمس المدرسة البنائية(التركيبية) بأنها أهملت جوهر الخبرة الشعورية والتي يرى أنها تتكون من عناصر فانها تصل في النهاية إلى نقطة ثابتة تضع حدا لهذا التيار المتدفق من الأفكار أي أن جيمس يريد أن يدرس ويفهم هذا التيار نفسه والذي سماه تيار الوعي.
و هكذا فان المدرسة الوظيفية اهتمت أكثر بالأفراد وكيف يكيف الناس سلوكياتهم مع العالم الحقيقي وقد حاولت طرح مواضيع جديدة لخدمة الناس فمثلا بدل الاهتمام بدراسة الإدراك والمشاعر والأحاسيس ركزت على مواضيع مثل نمو الطفل والاختبارات العقلية والعمليات التربوية والاختلافات السلوكية بين الجنسين، ومن العلماء الذين درسوا هذه المواضيع جون ديوي وجيمس كاتل.